# Микко — сын Павловой
«Микко — сын Павловой» — это советский рисованный мультфильм, выпущенный в 1989 году. Фильм был создан в рамках серии мультфильмов о дельфинах, и рассказывает историю о Тристане и Павловой, которые находят маленького мальчика Микко, выжившего после кораблекрушения. Позднее вошёл в состав полнометражного мультфильма «Подводные береты».

## Сюжет
Дельфины Тристан и Генри приплывают к горящей яхте, где встречают Павлову, толкающую надувной спасательный плот с ребёнком, единственным выжившим человеком. Тристан и Павлова решают внушить мальчику, что они — его родители, пока он спит. Мальчик, проснувшись, говорит, что его зовут Микко, и сразу же привыкает к его новым родителям.
Тристан и Генри отправляются на очередное задание, а Павлова с Микко — домой в базу. О возвращении Павловой узнаёт командир Моржов.
Пока проходит инструктаж, Микко захватывает катер и сообщает своей маме, что он даёт матросам отдохнуть, но один из матросов просит Павлову отдать ребёнка в школу. Так она и поступила.
Через некоторое время на базу прибывает учительница школы и требует Павлову придти на родительское собрание с папой. Тристан и Генри, узнав об этом, сообщают полковнику Еллоу, что у них ребёнок, на что полковник отпускает их, надеясь на хорошие результаты по воспитанию.
Пока Тристан и Генри отправляются на родительское собрание, Моржову сообщают, что на базу явились два агента. Сидоров радушно приветствует Тристана и Генри, решив, что они явились с заданием. Те сообщают, что явились на родительское собрание из-за ребёнка, а Сидоров решил их не пускать. Несмотря на усилия Сидорова, агентам удаётся ворваться в базу. Тут же срабатывает сигнализация, а Моржов сообщает начальнику склада выгрузить тонну снотворного. Тут же на базу сбрасывают снотворное с вертолёта.
На родительском собрании учительница рассказывает об особенностях и странностях Микко (на уроке географии он показал другой глобус, на уроке истории он не верит этой истории). Тут же является Моржов в полусонном состоянии, при этом засыпая весь школьный кабинет снотворным и на вопрос учительницы о переводе в другое училище, отвечает, что надо его отдавать в военно-морское училище.
В конце Павлову изолируют, а Микко отдают в военно-морское училище.

## Создатели
- Авторы сценария: Эдуард Успенский
- при участии: Ирины Марголиной
- Кинорежиссёр: Елена Пророкова
- Художники-постановщики: Сергей Тюнин, Андрей Игнатенко
- Кинооператор: Наталия Михайлова
- Звукооператор: Сергей Карпов
- Художники-мультипликаторы: Андрей Игнатенко, Юрий Кулаков, Наталия Богомолова, Марина Восканьянц, Андрей Смирнов, Эльвира Маслова
- Роли озвучивали: Саша Сучков, Татьяна Догилева, Семён Фарада, Евгений Стеблов, Василий Ливанов, Александр Очертянский, Лев Шабарин, Николай Граббе, Владимир Прохоров, Борис Быстров, Лариса Удовиченко
- Ассистент режиссёра: Ирина Литовская
- Ассистенты художника-постановщика: Елена Гололобова, Елена Гагарина
- Художники: Ольга Новосёлова, Зоя Монетова, К. Стасевич, Л. Выборгова, Татьяна Колосова, Надежда Назарова, Н. Артамонова, Александр Черномашенцев
- Монтажёр: Маргарита Михеева
- Редактор: Елена Никиткина
- Администратор: Белла Ходова
- Директор съёмочной группы: Нина Сучкова

## О мультфильме
В конце 80-х начались перемены — в стране, в кино и на «Союзмультфильме». Владимир Тарасов пытался вписаться в новую реальность, работая над амбициозным и новым для того времени проектом — совместной постановкой сериала в жанре «экшн» о приключениях спецназовцев-дельфинов с американской и советской военных баз. Это были первые фильмы не о военном противостоянии, а о солдатском братстве русских и американских «беретов». Как и многие другие попытки советской мультипликации вписаться в рыночную ситуацию на рубеже десятилетий, проект продолжения не имел. Хотя четыре серии «Счастливого старта» (1989—1990) и сделанный на их основе полнометражный фильм «Подводные береты» (1991) на экраны вышли и изредка появляются на телеканалах…— Наталия Венжер